# Laqueus pacifica
Laqueus pacifica är en armfotingsart som beskrevs av Kishio Hatai 1936. Laqueus pacifica ingår i släktet Laqueus och familjen Laqueidae. Inga underarter finns listade i Catalogue of Life.